# سانتیاگو د لینیرس
سانتیاگو آنتونیو ماریا د لینیرس ئی برموند، اولین کنت بوینس آیرس، KOM، OM (۲۵ ژوئیه ۱۷۵۳–۲۶ اوت ۱۸۱۰) یک افسر فرانسوی در خدمت نظامی اسپانیا بود که نایب‌الملک مستعمرات اسپانیا در نایب‌الملک ریو د لا پلاتا شد. اگرچه او با نام ژاک د لینیرس در فرانسه متولد شد، اما بیشتر با نام اسپانیایی نام خود، سانتیاگو دو لینیرس شناخته می‌شود.
وی پس از اولین حمله انگلیس به ریو د لا پلاتا، به عنوان قهرمان مقاومت بوینس آیرس شناخته شد. در نتیجهٔ موفقیت وی، به عنوان نایب‌الملک منصوب شد و جایگزین رافائل د سوبرمونته شد. جایگزینی یک نایب‌الملک بدون دخالت مستقیم شاه، تا اون هنگام بی‌سابقه بود. اما این عمل توسط چارلز چهارم اسپانیا تأیید شد.
او در برابر حمله دوم انگلیس و شورشی که می‌خواست او را بر کنار کند، مقاومت نمود. در سال ۱۸۰۹ بالتازار هیدالگو د سیسنروس جایگزین او شد و از طرف خونتای سویا از مقامش خلع شد. لینیرس از این پس سیاست را کنار گذاشت. اما هنگامی که انقلاب مه رخ داد، لینیرس تصمیم گرفت که از دوران بازنشستگی خارج شود و قیامی سلطنتی را در کوردوبا ترتیب داد و علیه انقلابیون جنگید. لینیرس مجبور به فرار شد، اما سرانجام دستگیر شد و بدون محاکمه اعدام گردید.